# Porte Dauphine (La Rochelle)
Pour les articles homonymes, voir Dauphine.
La Porte Dauphine est bâtie au XVIIe siècle, à La Rochelle, en France. L'immeuble a été classé au titre des monuments historiques en 1909.

## Historique
La Porte Dauphine fut construite entre 1694 et 1697 par François Ferry. Elle est surmontée d'un fronton triangulaire, lequel est orné d'un soleil rayonnant, et comporte une inscription, à la gloire de Louis XIV. Le Corps de garde qui entourait la porte a été détruit lors du percement de l'avenue de la porte Dauphine, après la Première Guerre mondiale,.
Le bâtiment est classé au titre des monuments historiques par arrêté du 14 juin 1909.

## Architecture

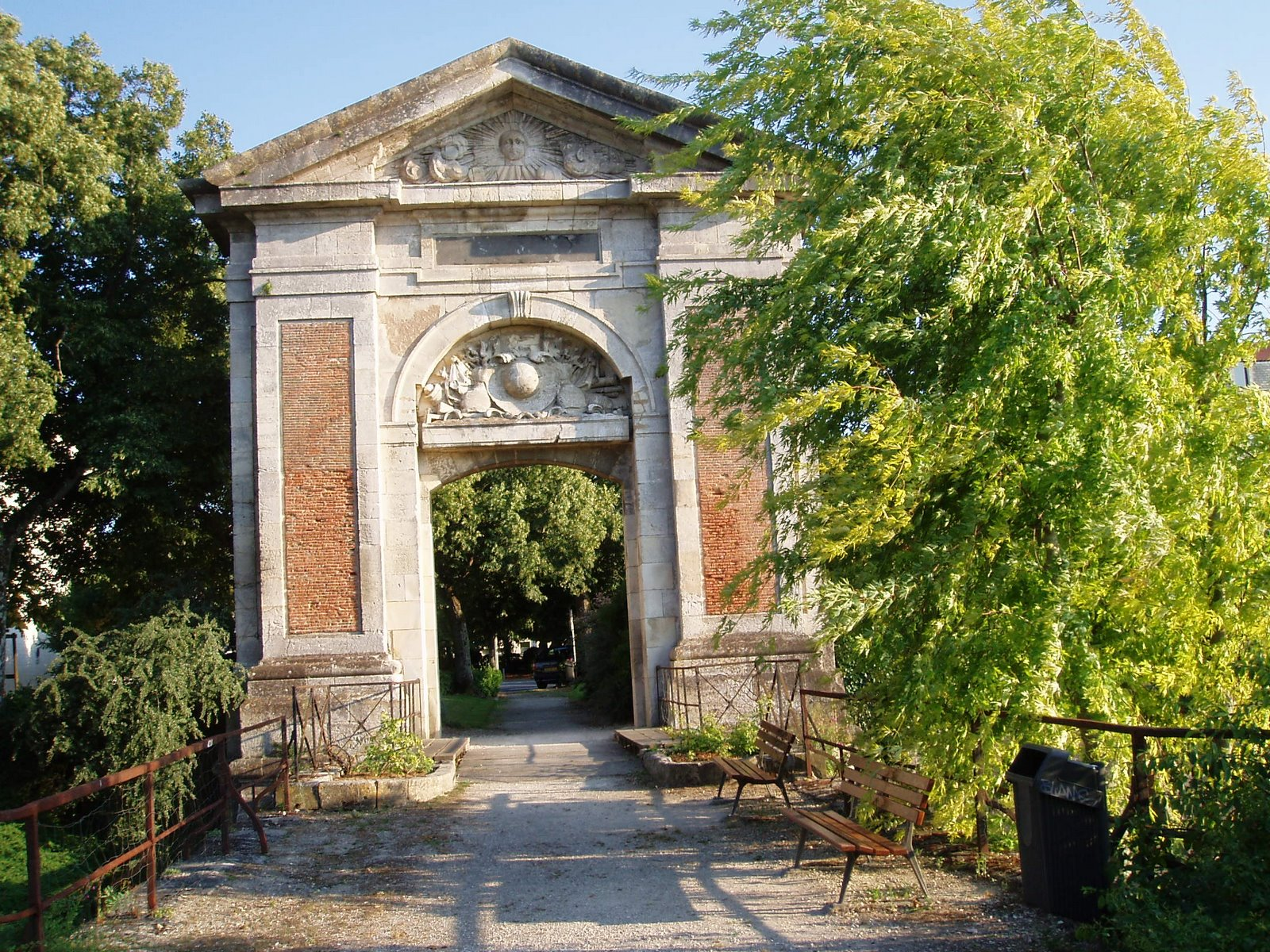
?
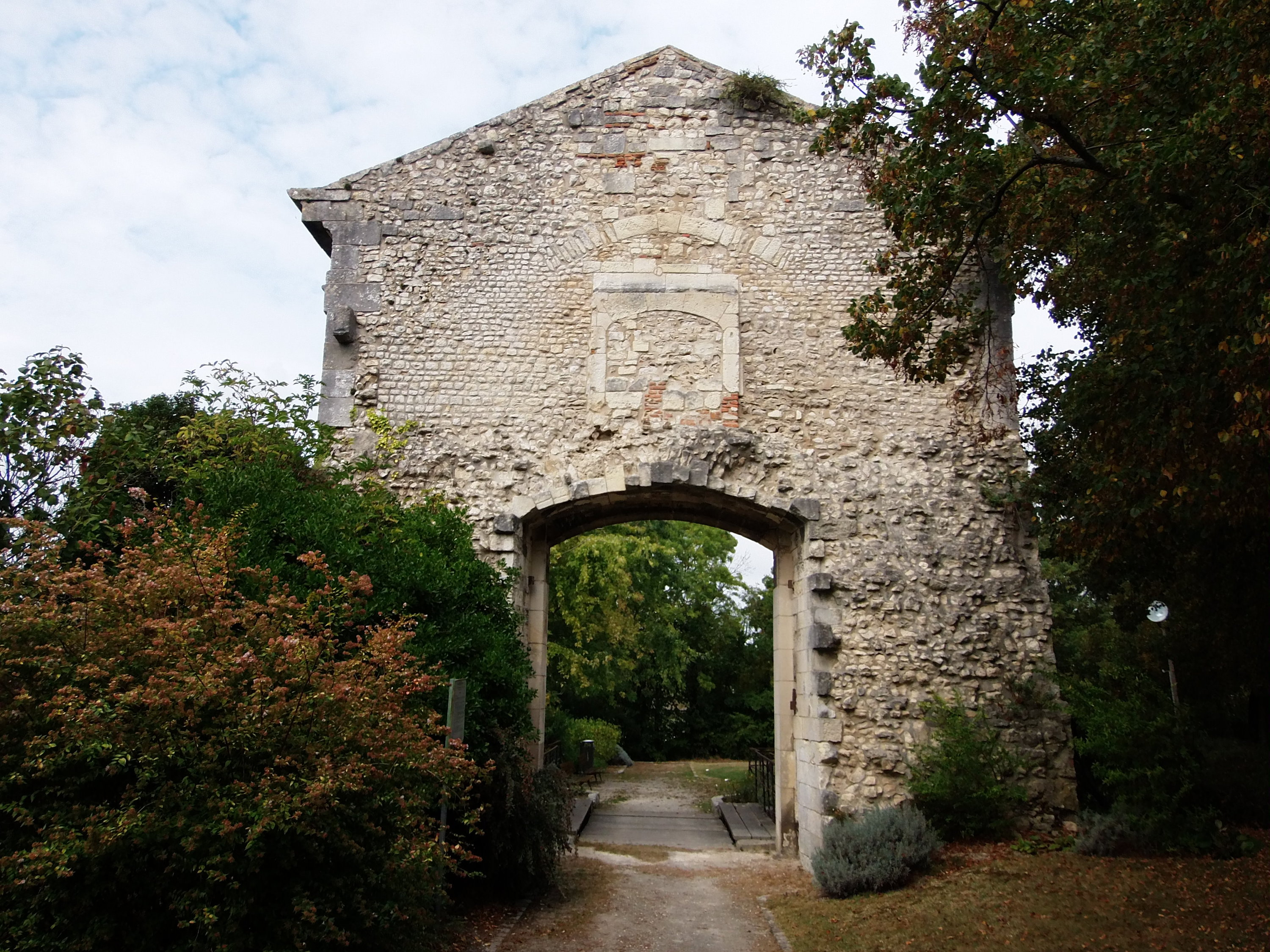
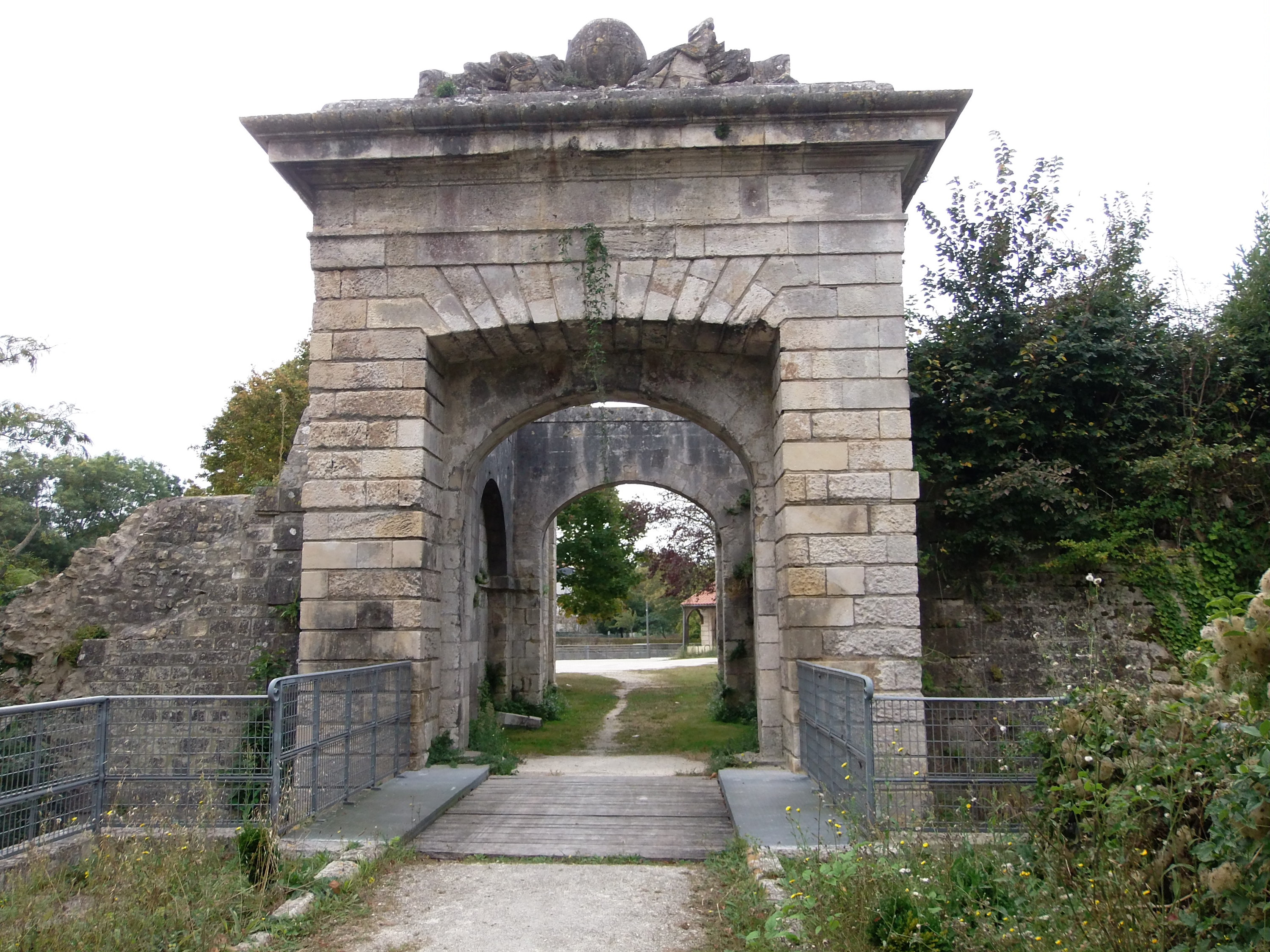